# Arthrochilus lavarackianus
Arthrochilus lavarackianus là một loài thực vật có hoa trong họ Lan. Loài này được (D.L.Jones) Lavarack mô tả khoa học đầu tiên năm 2006.